# Gölcük Naval Shipyard

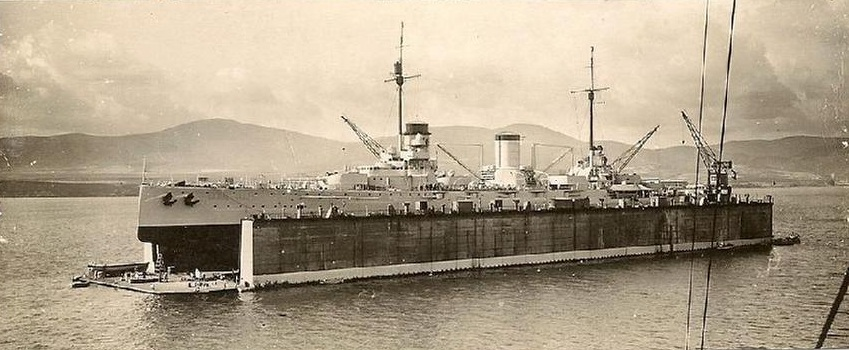
Линейный крейсер «Явуз» в новом плавучем доке, ок. 1928 г.

Военно-морская верфь Гёльджюк (тур. Gölcük Donanma Tersanesi, англ. Gölcük Naval Shipyard) — верфь ВМС Турции, часть военно-морской базы Гёльджюк на восточном побережье Мраморного моря в Гёльджюке, Коджаэли. Основанная в 1926 году, верфь служит для постройки и обслуживания военных судов. На верфи работают 3200 человек, её территория 26 гектаров, в том числе 12 гектаров крытых площадей. 

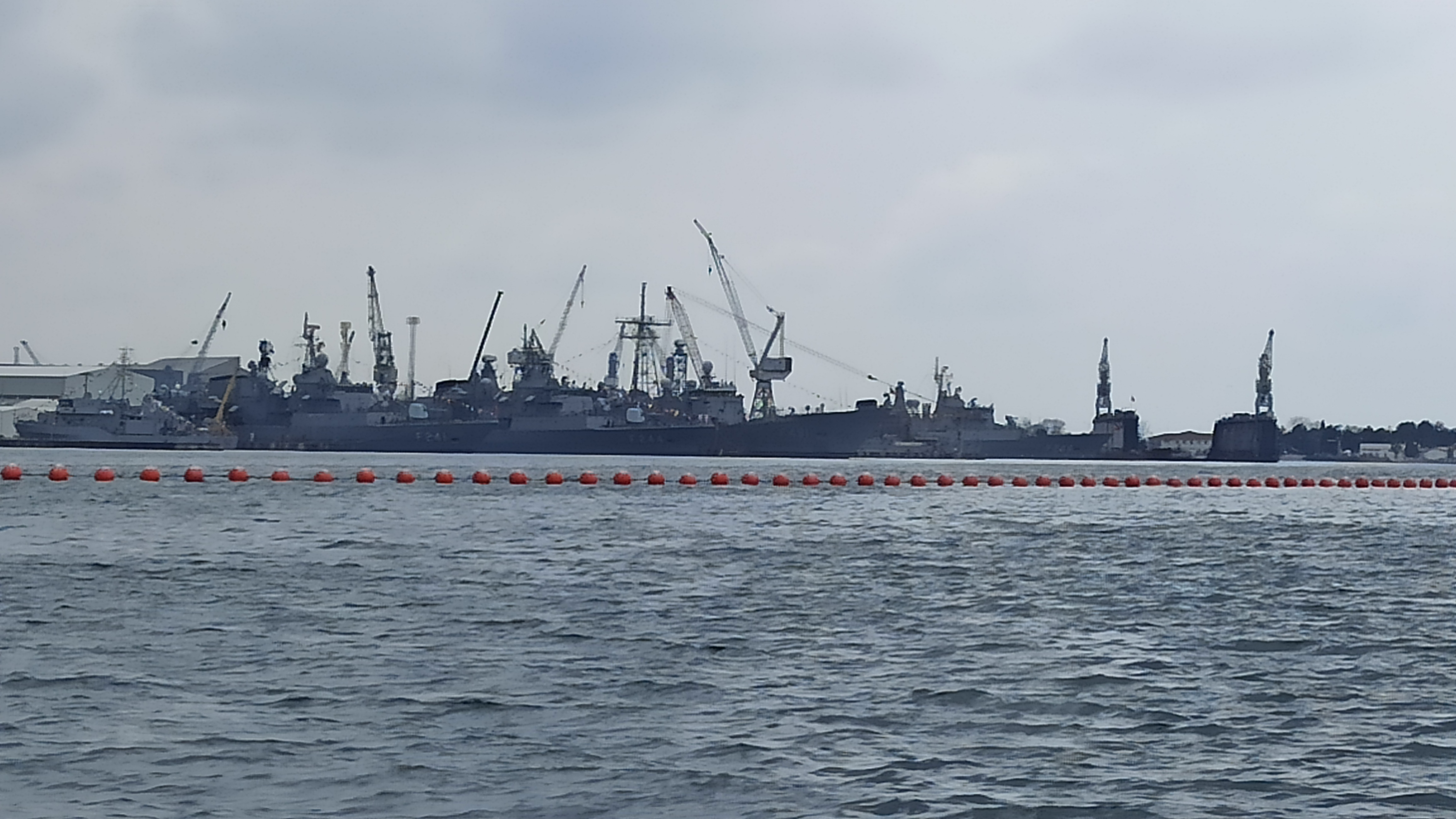
Военно-морская верфь Гёльджюк

## История
Для устранения военных повреждений турецкого линейного крейсера «Явуз» после Первой мировой войны понадобился достаточно большой плавучий док. Местом его постройки был выбран Гёльджюк на южном берегу залива Измит. В 1926 году, после постройки немецкой судостроительной компанией Флендер Верке дока и жилых казарм,  была основана военно-морская верфь Gölcük.
В 1942 году ремонтные помещения были расширены за счет ряда других зданий, таких как машинный завод и литейный цех, построенных на месте большого болота, небольшого озера и ореховых плантаций в Гёльджюке. Конвенция о Турецких проливах, часть Лозаннского договора, подписанного в 1923 году, запрещала военные объекты в Турецких проливах. Таким образом, инфраструктура ВМС Турции, верфи и военно-морские объекты, на Золотом Роге и Истинье в Стамбуле, систематически перемещалась в Гёльджюк.
Наиболее интенсивное развитие верфи происходило после 1947 года в рамках субсидий НАТО. Сегодня Gölcük Naval Shipyard может строить подводные лодки, корветы, фрегаты, десантные корабли и коммерческие суда дедвейтом до 30 000 тонн. Это второй по величине судостроительный завод в Турции после военно-морской верфи Pendik в Тузле, Стамбул.

## Вехи
После завершения ремонтных работ на «Явузе» верфь приступила к постройке своего первого корабля. 26 июля 1934 года был заложен нефтеналивной танкер. Судно длиной 59 м было построено за 16 месяцев, названо MT Gölcük в честь верфи и спущено на воду 1 ноября 1935 года и прослужило до 1983 года.
В 1980 году на военно-морской верфи Гёльджюк была построена подводная лодка класса Ay водоизмещением 1000 тонн, что стало важным поворотным моментом в истории турецкого судостроения. Кроме того, строительство в 1988 году современного фрегата Fatih (F 242) принесло судостроительной верфи международный престиж.
По состоянию на 4 января 2008 г. на верфи Gölcük Naval Shipyard было построено 454 судна.

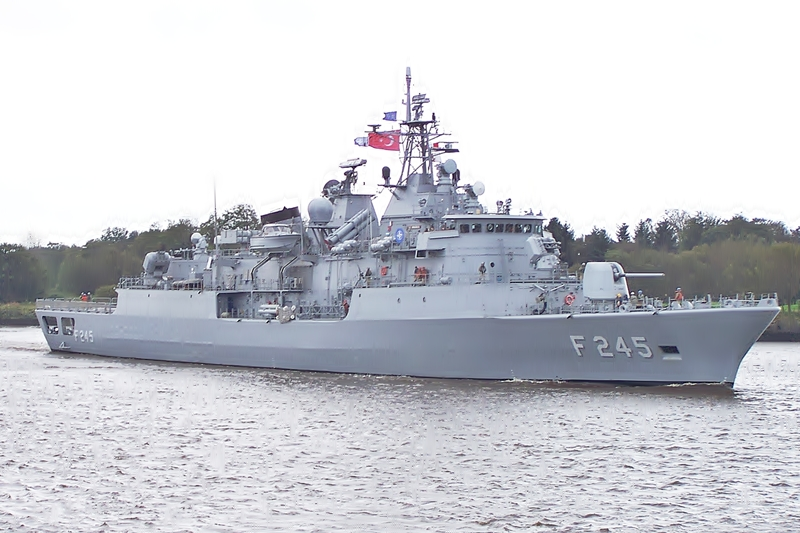
Фрегат F245 Oruçreis, построенный на верфи Gölcük Naval Shipyard

## Известные корабли
- Плавучий док грузоподъёмностью 7500 тонн[6]
- Судно материально-технического снабжения типа Akar (супертанкер) [7]
- Фрегаты типа «Явуз» (MEKO 200 TN Track I) [8]
  - TCG Фатих (F-242) спущен на воду 24 апреля 1987 г., сдан в эксплуатацию 12 октября 1988 г.
  - TCG Йылдырым (F-243) спущен на воду 22 июля 1988 г., сдан в эксплуатацию 17 ноября 1989 г.
- Фрегаты типа «Барбарос» (MEKO 200 TN II-A)[9]
  - TCG Оручрейс (F-245) спущен на воду 28 июля 1994 г., сдан в эксплуатацию 23 мая 1997 г.
- Фрегаты типа Salih Reis (MEKO 200 TN II-B)
  - TCG Кемальрейс (F-247) спущен на воду 28 июля 1998 г., сдан в эксплуатацию 8 июня 2000 г.
- Подводные лодки типа Ay (тип 209/1200)[10]
  - TCG Yıldıray (S 350) введена в эксплуатацию 20 июля 1981 г.
  - TCG Doanay (S 351) введена в эксплуатацию 16 ноября 1984 г.
  - TCG Dolunay (S 352) введена в эксплуатацию 14 сентября 1990 г.
- Подводные лодки типа Preveze (тип 209 / T1.1400) [10]
  - TCG Preveze (S 353) введен в эксплуатацию 28 июля 1994 г.
  - TCG Sakarya (S 354) введен в эксплуатацию 21 декабря 1995 г.
  - TCG 18 Mart (S 355) введен в эксплуатацию 29 июня 1998 г.
  - TCG Anafartalar (S 356) введен в эксплуатацию 12 октября 1998 г.
- Подводные лодки типа Gür (тип 209 / T2.1400)[10][11]
  - TCG Gür (S 357) введен в эксплуатацию 24 июля 2003 г.
  - TCG anakkale (S 358) введен в эксплуатацию 13 декабря 2004 г.
  - TCG Burakreis (S 359) введен в эксплуатацию 1 ноября 2006 г.
  - TCG Birinci İnönü (S 360) запущен 24 мая 2007 г., введен в эксплуатацию 27 июня 2008 г.
- Скоростные патрульные катера типа Kılıç II-B[12][13]
  - TCG Atak (P 337) спущен на воду в 2006 г., введен в эксплуатацию 24 июля 2008 г.
- Турецкие катера береговой охраны типа Тип 80 [13][14]
  - Катер береговой охраны TCSG-3
  - Быстроходный катер береговой охраны TCSG-92
- Катера береговой охраны типа Kaan
  - МРТП-15, МРТП-29, МРТП-33

## Проекты
- Coast guard search and rescue ship
- Enhanced fast patrol boats
- Fast patrol boats
- Landing Craft, Tank (LCT)
- Landing Ship, Tank (LST)
- Landing Platform Dock (LPD)
- A class Minehunters
- New type patrol boat
- Reis class (Type 214TN) AIP submarines
- Rescue and towing ship
- Submarine rescue mother ship (MOSHIP)[15]